# Igazságügyi palota (Guadalajara)
Az Igazságügyi palota a mexikói nagyváros, Guadalajara egyik nagyszabású épülete.

## Története
A palotát a 19. század végén, Luis del Carmen Curiel jaliscói kormánya idején építették, azzal a céllal, hogy otthont adjon a San Diego-templomhoz tartozó Kisasszonyok Líceumának (Liceo de Señoritas). 1952-ben átalakították, hogy ide költözhessen az állam ingatlannyilvántartása, levéltára és legfelsőbb bírósága.
Belső udvarán egy szökőkutat létesítettek, amelynek eredeti terveit Ignacio Díaz Morales építész készítette, és egy négy, jó arányú tartó által tartott kagylót formázott volna, de a kivitelező jelentősen egyszerűsítette az alkotást, így az sokban különbözik Díaz Morales elképzeléseitől. 1982-ben a szökőkutat eltávolították az udvarról.

## Leírás
A téglalap (közel négyzet) alaprajzú palota Guadalajara történelmi belvárosában, az Avenida Hidalgo út északi oldalán áll, közvetlenül a Degollado Színházzal szemben. Közepén egy szintén nagyjából négyzet alakú belső udvar található narancsfákkal, amelyet két szint magasságban félköríves árkádsorok határolnak.
A belső lépcső bal oldalán Mariano Otero, jobb oldalán pedig Ignacio Luis Vallarta egészalakos, hengeres kőoszlopon nyugvó szobra látható (ezek régebben az udvar hátsó részén álltak). A lépcső mellett látható 1,3 m²-es falkép, amely Guillermo Chávez Vega 1965-ös alkotása, a jaliscói jogászoknak állít emléket. A központi falképen Benito Juárez, Valentín Gómez Farías és Melchor Ocampo látható, valamint tőlük jobbra egy holttest és egy fegyverhalom, amelyek a háborút jelképezik, a bal oldali falképen pedig a népet védelmező Otero és egy zászlót szorító Vallarta jelenik meg. Rendelkezik még az épület belseje egy olyan festménnyel is, amelyen Ramón Corona, Pedro Ogazón és Luis Manuel Rojas látható, a boltozat közepén pedig egy majdnem meztelen, mexikói testi jellegzetességekkel rendelkező, kezében kardot tartó nőalak jelképezi az igazságszolgáltatást, tőle négy irányban pedig az elnyomás, a tudatlanság, a rothadás és a fájdalom jelképei jelennek meg.
A bejáratnál a falon két tábla található. Az egyik arról emlékezik meg, hogy az épületben korábban a leánylíceum működött, a másik pedig arról, hogy ezen a helyen volt található korábban, a 16. századtól a Santa María de Gracia-kolostor több létesítménye.

## Képek

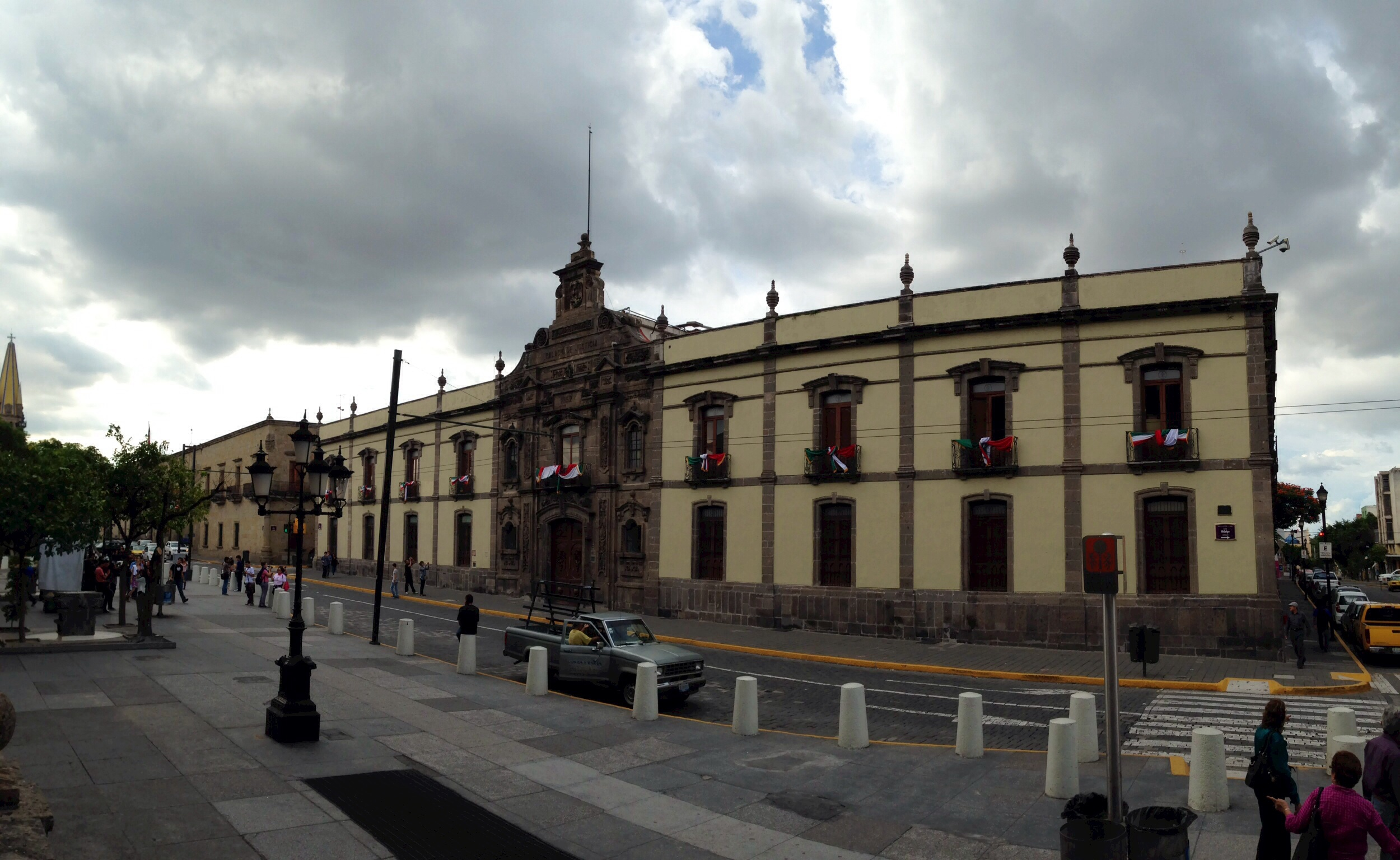
Az épület látképe
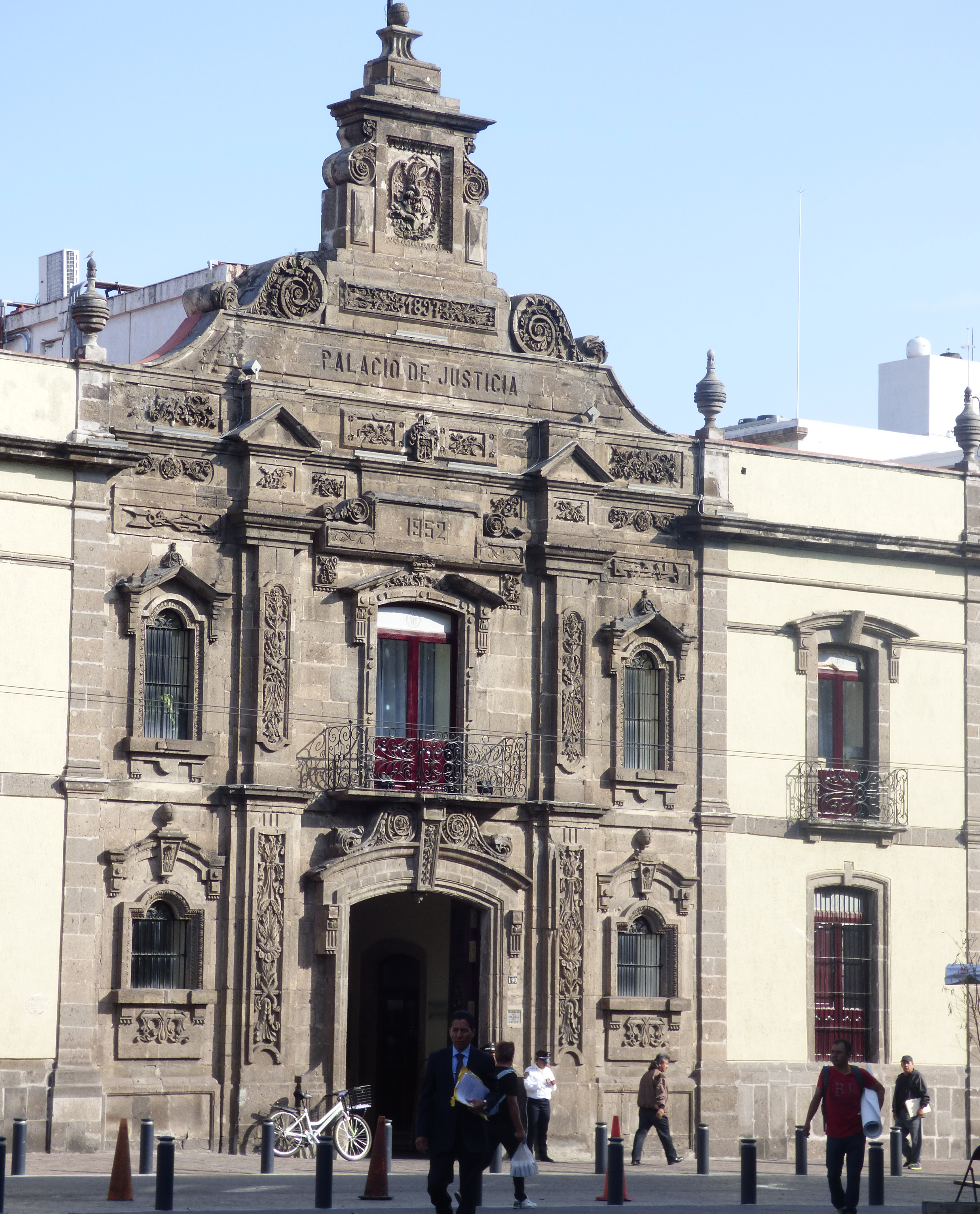
A déli homlokzat középső, legdíszesebb része
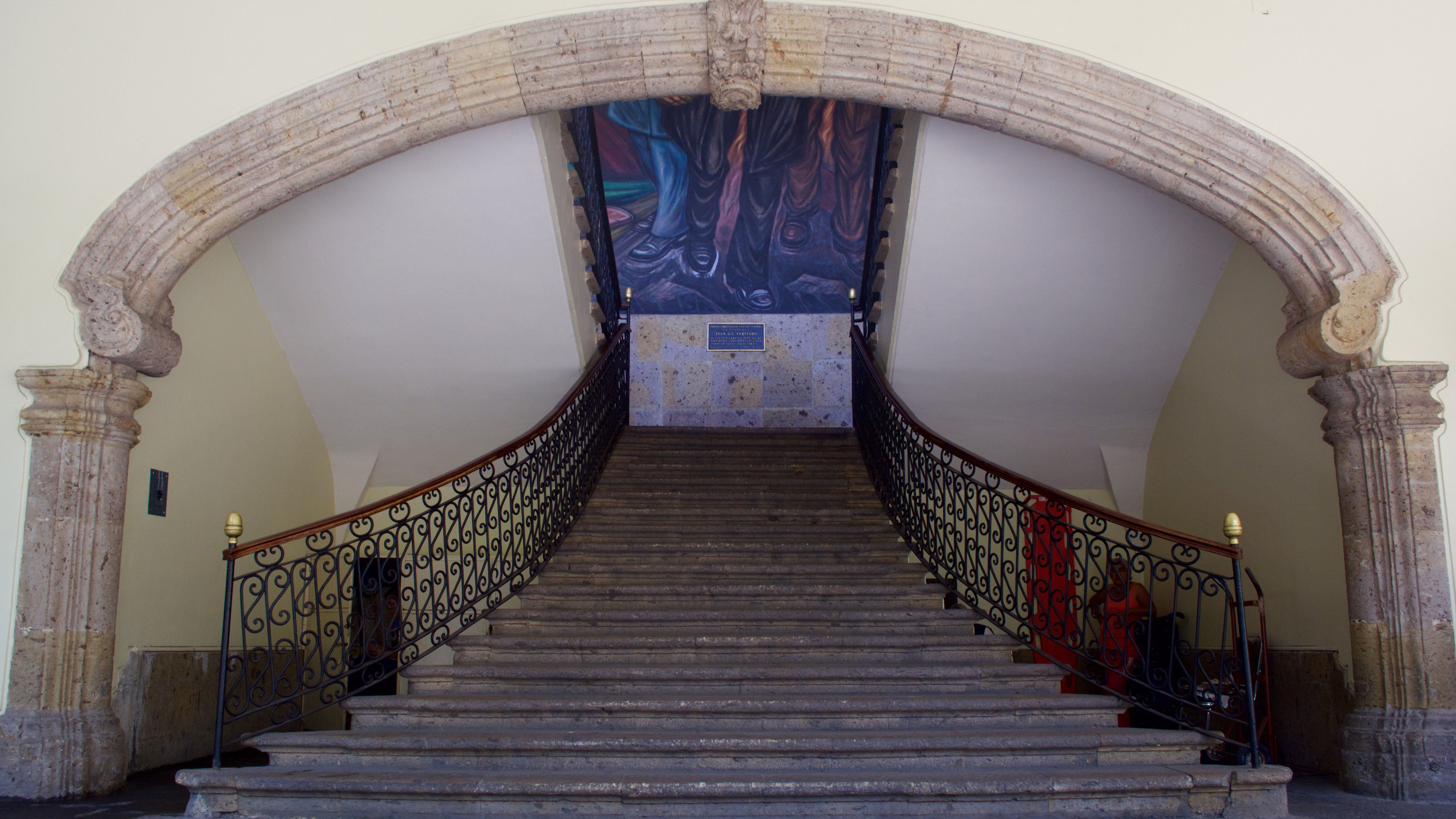
A lépcsőház
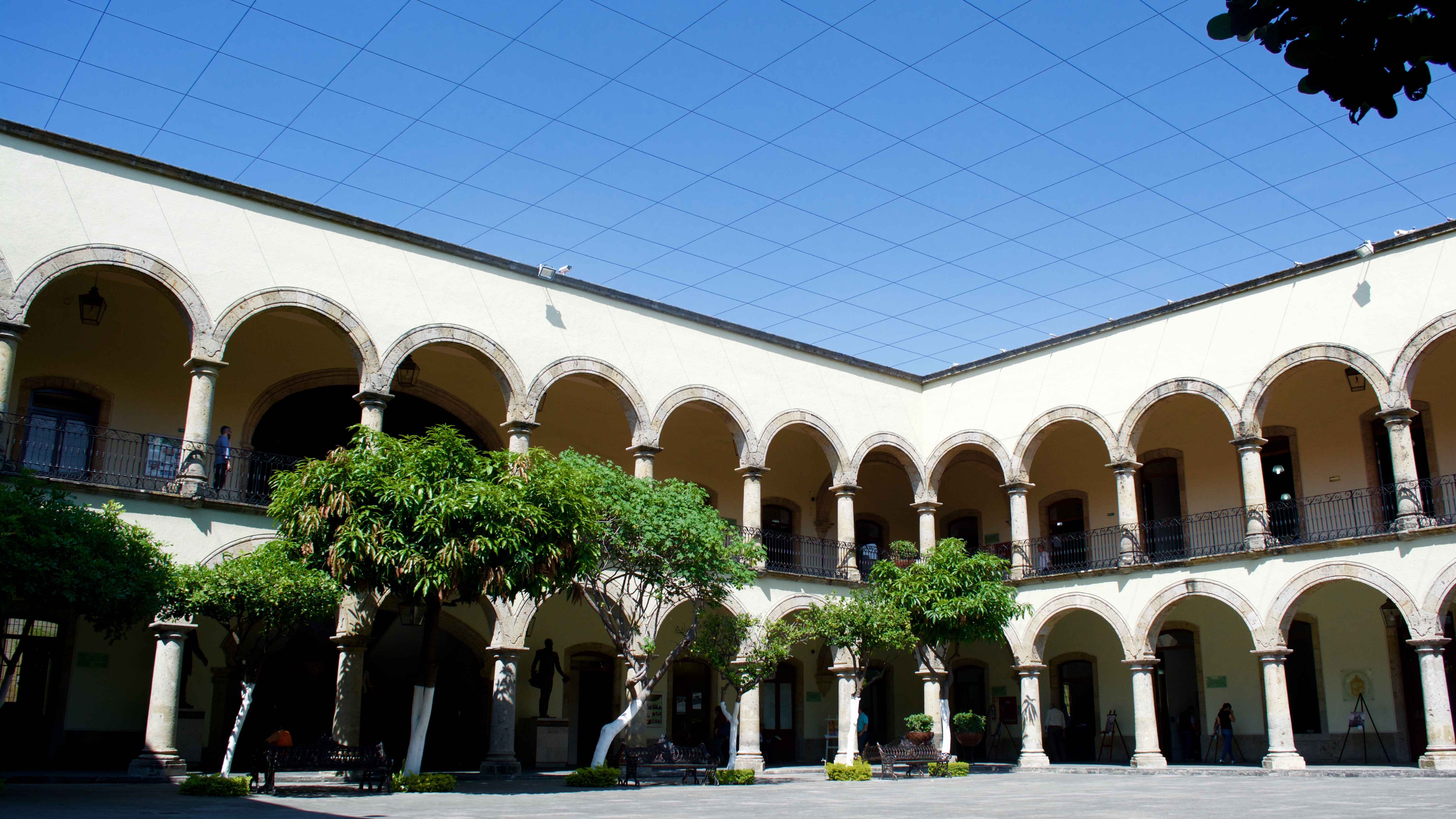
A belső udvar
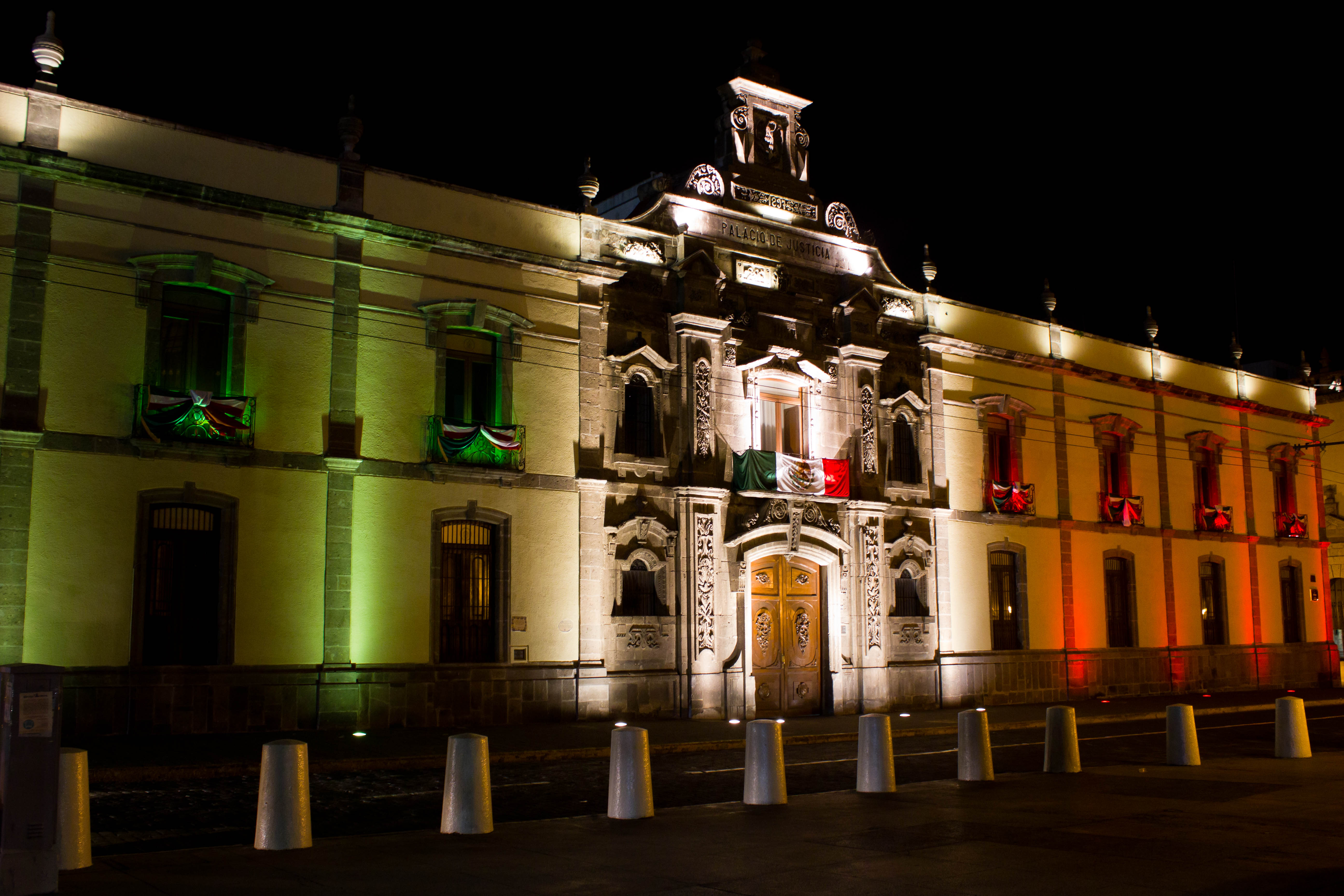
Éjjel, nemzeti színekben kivilágítva